# Gyiba
Die „Gemeinde Gyiba der Monba“ (吉巴门巴族乡,  Jíbā Ménbāzú Xiāng) ist eine Nationalitätengemeinde im Kreis Cona des Regierungsbezirks Shannan im Autonomen Gebiet Tibet der Volksrepublik China. Die am 1. November 1984 gegründete Nationalitätengemeinde hat eine Fläche von 132,7 km² und 241 Einwohner (Stand: Zensus 2010). Von den 204 Einwohnern, die im Zensus 2000 registriert wurden, waren 199 Angehörige der ethnischen Minderheit der Monba.

## Wirtschaft
Gyiba lebt von der Landwirtschaft, vor allem dem Anbau von Hochlandgerste (Qingke) und Raps. Als Hausvieh werden Yaks und Ziegen gehalten. Im Nebenerwerb betreiben die Monba auch noch traditionellen Produktionsweisen, so wird das Schwarze Moschustier zur Gewinnung von Moschus gejagt und der Chinesische Raupenpilz gesammelt.

## Administrative Gliederung
Gyiba setzt sich aus zwei Dörfern zusammen. Diese sind:
- Dorf Gyiba (吉巴村), Zentrum, Sitz der Gemeinderegierung;
- Dorf Rang (让村).